# Szőcs László
Szőcs László (Budapest, 1970. július 19.) magyar újságíró, rasszista.

## Életpályája
Szülei: Szőcs Miklós és Hegedűs (Hirsch) Mária.
1988-ban érettségizett a budapesti Móricz Zsigmond Gimnáziumban. 1995-ben diplomázott az ELTE Bölcsészettudományi Kar szociológia-angol szakán. 1996-ban a Közép-európai Egyetem (CEU) politika-tudományi mesterszakát is elvégezte. 1996–1998 között az Oxfordi Egyetemen volt kutatódiák. 2003-ban az ENSZ New York-i székházában volt újságíró-ösztöndíjas. 2009-ben a New York-i New School egyetemen pénzügyi elemzői képesítést szerzett.
1997-től kezdett dolgozni budapesti napilapoknál. Első írása a Népszavában jelent meg, aminek az a sajtótörténeti érdekessége, hogy a szerkesztőség megjegyzi, "ez az első olyan tudósítás, amely az interneten keresztül érkezett hozzánk". 1998–2015 között a Népszabadság munkatársa volt, 2004-től a lap brüsszeli tudósítója lett. 2008-tól a Népszabadság washingtoni tudósítója volt 2011-ig. 2015-2019 között a Napi Gazdaság, majd az abból létrejött Magyar Idők munkatársa volt. 2017 óta a Manager Magazin állandó szerzője. 2019. márciusa óta a Magyar Nemzet külpolitikai rovatának szerkesztője. 2020. szeptemberétől az Index újságírója lett.
2000 óta amerikai és európai politikai fejleményekről tudósít rádió-, és televíziócsatornáknak (Duna TV, Klubrádió, ECHO TV, KARC FM). 2001-ben a CNN amerikai hírtelevízió átvette a Rádió C-ről készült riportját.
Interjúalanyai voltak többek közt Sophie Marceau, Costa-Gavras, Samy Naceri, Elie Wiesel, José Manuel Barroso, Dominique Strauss-Kahn, Madeleine Albright, Michaëlle Jean, Móse Kacav, Hubert Védrine, Peter Malkin (izraeli ügynök), Benita Ferrero-Waldner, Michael Haneke, Charles Gati, Ari Vatanen, Hans-Gert Pöttering, Xaviera Hollander. Magyar interjúalanyai voltak: Makk Károly, Sebő Ferenc, Nyáry Krisztián, Egri János, Egri Márta, Kertész Zsuzsa, Székhelyi József, Micheller Myrtill, Segal Viktor, Tóth Sándor (barista bajnok), Gyarmati Anna.

## Magánélete
2016-ban házasságot kötött Árvay Emese Gabriellával (második házasság). Első házasságából három fia született: Áron (2002), Ádám Sámuel (2004) és Ábel Benjámin (2007).

## Díjai
- Az év újságírója (Népszabadság, 2008)[6]
- Európai újságíródíj (2020)[7]